# Dion (serie televisiva)
Dion (Raising Dion) è una serie televisiva statunitense di fantascienza creata da Carol Barbee e Dennis A. Liu. È basata sull'omonimo fumetto del 2015 dello stesso Liu. La prima stagione, composta da 9 episodi, è stata distribuita da Netflix. Mentre la seconda, composta da 8 episodi è stata distribuita nel febbraio 2022 su Netflix. La serie è stata cancellata dopo 2 stagioni.

## Trama
La serie racconta la storia di una donna di nome Nicole Warren, che alleva suo figlio Dion dopo la morte, in circostanze sconosciute, del marito Mark. I normali drammi di crescere un figlio come una madre single vengono amplificati quando Dion inizia a manifestare diversi poteri magici, simili a quelli dei supereroi. Nicole ora deve mantenere segreti i doni di suo figlio con l'aiuto del migliore amico di Mark, Pat, e proteggere Dion dagli antagonisti che vogliono sfruttare i suoi poteri, mentre scopre l'origine delle sue abilità.

## Personaggi e interpreti

### Principali
- Nicole Warren, interpretata da Alisha Wainwright
- Dion Warren, interpretato da Ja'Siah Young
- Pat Rollins, interpretato da Jason Ritter
- Kat Neese, interpretata da Jazmyn Simon
- Esperanza Jimenez, interpretata da Sammi Haney

### Ricorrenti
- Mark Warren, interpretato da Michael B. Jordan

## Episodi
| Stagione         | Episodi | Prima visione USA | Prima visione Italia |
| ---------------- | ------- | ----------------- | -------------------- |
| Prima stagione   | 9       | 2019              | 2019                 |
| Seconda stagione | 8       | 2022              | 2022                 |

## Promozione
Il trailer è stato pubblicato il 18 settembre 2019.

## Accoglienza
Sul sito web aggregatore di recensioni Rotten Tomatoes, la serie ha ottenuto un punteggio medio di 6,8/10 e una percentuale di approvazione del 56%, basata su 9 recensioni. Mentre sul sito Metacritic, che usa una media ponderata, ha assegnato alla serie un punteggio medio di 60 su 100, basandosi su 5 critici, indicandone che le "recensioni sono generalmente favorevoli".